# 馮之行
馮之行（英語：Sara Fung，？—），香港音樂人，從事電影與電視配樂，2022年憑電影《正義迴廊》、《風再起時》在第41屆香港電影金像獎獲提名最佳原創電影音樂、最佳原創電影歌曲。父母為樂評人馮禮慈及電影人許素瑩。

## 生平
馮之行是香港樂評人馮禮慈及電影人許素瑩的其中一名女兒。她於澳洲蒙納許大學修讀音樂，最初主修由小提琴，後轉為作曲。畢業後返回香港，從事小提琴導師，及電影、電視、話劇、廣告等媒體的配樂工作。她亦是樂隊貝詩畢頓（Press Button）的成員。
2022年，她為何爵天導演的電影《正義迴廊》配樂，及為翁子光導演的電影《風再起時》擔任部分片段的配樂，憑兩片在第41屆香港電影金像獎獲提名最佳原創電影音樂（雙提名）；她亦是《正義迴廊》主題曲《活誰的命》的作曲者之一，此歌獲提名最佳原創電影歌曲。

## 配樂作品

### 電影
- 《明媚時光》（2009年）（插曲創作）[4]

- 《正義迴廊》，兼主題曲《活誰的命》（洪嘉豪演唱）（2022年）
- 《風再起時》（2022年）（與丁可合作）
- 香港公益金《五導戲場》微電影拍攝計劃：《旭日朝陽》（2024年）[7]
- 《寄了一整個春天》，兼主題曲《㪐㩿》（邱彥筒演唱）（2024年）

### 香港電台電視部節目
- 《獅子山下2015》單元〈高價收購〉[4]
- 《人間有情2016》單元〈苦瓜的味道〉、〈兩脇發功〉[4]
- 《同行者》單元〈夜〉[4]
- 《大醫之道》片頭音樂[4]
- 《大自然大不同》（2022年）
- 《陪我講 Shall We Talk》 第二季（2022年）
- 《獅子山下2022》單元〈四季歌〉
- 《超時空氣候任務》（2023年）
- 《證義搜查線之騙局拼圖》（2024年）

### 話劇
- 《達期》（2014年）（與FFD合作）[8]
- 《另一個自己》（2015年）（與Lesta Cheng、FFD等合編，兼任現場演奏）[9][4]

### 其他
- 香港電影評論學會大獎主題曲[4]

## 外部連結
- 馮之行在香港影庫上的簡介